# Christopher Bartolone
Christopher Paul Bartolone (Clinton Township, 24 gennaio 1970) è un allenatore di hockey su ghiaccio ed ex hockeista su ghiaccio statunitense naturalizzato italiano.
Nacque infatti in un sobborgo di Detroit da genitori di origine italiana.

## Carriera

### In Italia
Fu acquistato dal Milano Saima quando, ventenne, giocava ancora in una lega giovanile, la QMJHL, dove si era messo in luce prima con i Victoriaville Tigres (1987-1989), poi coi Trois-Rivières Draveurs (1989-1990) per essere un difensore non molto fisico, ma veloce e con propensione offensiva (88 punti segnati nella seconda stagione a Victoriaville, 87 nella successiva).
Il Milano lo ha girato nelle serie minori, in modo tale che maturasse la possibilità di essere considerato italiano a tutti gli effetti. Per una stagione giocò coi Draghi Torino. Nel successivo campionato 1992-1993 il Saima non si iscrisse, e Bartolone rimase in Serie B, all'HC Bressanone.
Nel 1993-1994 è la volta dell'esordio in massima serie ed in Alpenliga coi rossoblù, e della prima chiamata in Nazionale azzurra. Col Blue Team ha disputato poi tutte le edizioni dei Mondiali tra il 1994 (giocato in casa) e il 2002, oltre che le Olimpiadi di Nagano (1998). Nel 1999 fu eletto miglior giocatore azzurro ai Mondiali.
Bartolone rimase a Milano per tre stagioni, due al Saima, e poi - dopo la scomparsa di quest'ultima squadra - al Milano 24, ma poche furono le soddisfazioni e nessuna vittoria finale.

### In Germania
Nel 1996-1997 Bartolone si accasò per la prima volta nella Deutsche Eishockey-Liga, con gli Star Bulls Rosenheim. La squadra venne estromessa dai play-off già ai quarti di finale, e Bartolone tornò per i play-off nuovamente al Milano 24, che giunse in finale, ma perse contro il Bolzano. La gara fu caratterizzata da polemiche sull'arbitraggio da parte del patron del Milano 24, che ritirò la squadra dall'hockey su ghiaccio, facendola passare all'hockey in-line.
Bartolone, rimasto senza squadra, ritornò in Germania, dove rimase a lungo: tre stagioni coi Krefeld Pinguine, due col Düsseldorfer EG e due con gli Iserlohner Roosters.

### In Austria e Stati Uniti
Terminò poi la stagione 2003-2004 in Austria, al KAC vincitore del campionato. Rimase in Austria anche la stagione successiva, ma con i Graz 99ers che non raggiunsero i play-off.
Per il 2005-2006 si è accasato al SønderjyskE, ma è rimasto in Danimarca una sola stagione. Il 2006-2007 è la stagione che segna il ritorno di Bartolone negli Stati Uniti, con gli Arizona Sundogs in CHL, che lo hanno confermato per tutte le stagioni successive, e con cui si è aggiudicato la Ray Miron President's Cup nel 2007-2008.

### Allenatore
Fin dal suo ultimo anno da giocatore, Bartolone è stato nominato assistente allenatore degli Arizona Sundogs, dove head coach era Marco Pietroniro, già suo compagno di squadra al Milano Saima. I due furono esonerati nel febbraio 2012.
Nel 2014 Pietroniro, nominato head coach dei Baie-Comeau Drakkar, richiamò Bartolone al suo fianco per due stagioni.
Nell'estate del 2016 Bartolone ritornò in Europa, come assistente di Maurizio Mansi sulla panchina dell'Olten in Lega Nazionale B.

## Palmarès

### Club
- Superisligaen: 1

SønderjyskE: 2005-2006
- Ray Miron President's Cup: 1

Arizona: 2008-2009